# La Foule (groupe)
Pour les articles homonymes, voir La Foule.
La Foule est un groupe de musique québécois formé entre 1994 et 2002.

## Membres
- Alain Choquet
- Luc Lavigne
- René Ridal

## Discographie
- 1996: La Foule (Tacca Musique) TACD-4508
- 1999: Si j'étais parti (Disques Fin-Final) FFCD-7085
- 2001: Pas question de s'en aller (Disques Fin-Final) FFCD-7086
- 2002: Sheik (Disques Fin-Final) FFCD-7087
- 2005: Compilation (Disques Fin-Final) FFCD-7088